# André Nairac
Pour les articles homonymes, voir Nairac.
Sir André Nairac (né le 11 avril 1905 et mort à Curepipe le 3 juillet 1981), est un homme politique mauricien.

## Biographie
Laurent André Nairac est le fils d'Edouard Nairac et d'Eva Rousset.
Avocat comme son père, il devient député, ministre et conseiller de la Reine. Il préside la Chambre d'agriculture de l'Île Maurice de 1950 à 1951, puis de 1963 à 1964.